# انحياز عاطفي
الانحياز العاطفي أو التحيز العاطفي (بالإنجليزية: Emotional Bias)‏ هو تشويه في الإدراك وصنع القرار بسبب العوامل العاطفية.
أي أن الشخص يكون عادة ميالا:
- أن يعتقد أن شيئا ما له تأثير عاطفي إيجابي، ويعطيه شعور لطيف، حتى لو كان هناك دليل على عكس ذلك.
- أن يكون متردد في قبول الحقائق الصعبة غير السارة والتي تتسبب لهُ في المعاناة النفسية.

ويمكن أن تكون تلك العوامل إما فردية ذاتية، أو مرتبطة بالعلاقة بين الأشخاص أو بتأثير جماعي.

## تأثير الميول العاطفية
غالبًا ما يكون التحيز العاطفي نتيجة تأثير الميول العاطفية لدى الأفراد قبل حدوث الأحداث التي قد تسبب هذه المشاعر. ارتبطت هذه الحالات بخلل التنظيم في أنظمة مستقبلات الأفيونيات وتعرف بشكل عام باسم الصفات المزاجية ومن الأمثلة على ذلك الميل للانزعاج أو العصبية أو الانسحاب أو الحالة المزاجية الجيدة والمريحة. تسبب هذه التصرفات تحيزات عاطفية في الإدراك. أظهرت الدراسات المتعلقة بمتوسط الانحياز في 24 مجموعة تمتلك سمات مزاجية مختلفة فيما بينها أن الأشخاص الذين يعانون من ارتفاع العصبية والانفعال الشديد وضعف القدرة على التحمل يملكون مفاهيم مجردة محايدة أكثر سلبية من الأشخاص الذين يتميزون بانخفاض العصبية وانخفاض القدرة على التحمل.

## آثار أخرى
يمكن أن تكون آثار التحيزات العاطفية مماثلة للآثار الخاصة بالتحيز المعرفي، حيث يمكن اعتبارها فئة فرعية من هذه التحيزات. الاختلاف هو أن السبب يكمن في رغبات المرء أو مخاوفه والتي تسيطر على قرار الشخص أكثر من التفكير المنطقي.
أظهرت تجارب علم الأعصاب أن المشاعر والإدراك يتداخلان مع بعضها البعض في عملية صنع القرار مما يؤدي في كثير من الأحيان إلى أسبقية العواطف على التفكير.
قد يساعد التحيز العاطفي في تفسير الميل نحو الإفراط في التفاؤل أو الإفراط في التشاؤم حتى عندما يتوفر دليل على نتائج أكثر عقلانية.

## صنع القرار
يكون للمشاعر تأثير صغير أو كبير على القرارات التي نتخذها وتعتمد على نوع هذه المشاعر. ومن أكثر المشاعر المؤثرة في صنع القرار الحزن والاشمئزاز والشعور بالذنب. يختلف الغضب عن الخوف والحزن في سياق الحكم وصنع القرار. يرتبط الخوف بعدم اليقين بينما يرتبط الحزن بإدراك نتائج الموقف. يميل صانعو القرار الغاضبون إلى اتخاذ القرارات بسرعة ومن غير المرجح أنهم يحللون قراراتهم قبل اتخاذها. يمكن أن تلعب الضغوط دورًا في صنع القرار. يمكن ان يغير الإجهاد الحاد من الاستجابة للمعضلات الأخلاقية. ومن ناحية أخرى لا يغير التوتر دائمًا من اتخاذ القرارات الأخلاقية اليومية. اهتمت إحدى الدراسات في الدور الذي تلعبه العواطف في صنع القرار الأخلاقي لدى المراهقين. في سياق السلوك توجه عواطف التقييم الذاتي المشحونة بشكل إيجابي إلى حد كبير الاختيار الأخلاقي. الأسف وخيبة الأمل هي العواطف التي تواجهها بعد اتخاذ قرار. يسبب الاسف في بعض الحالات رغبة أقوى في تبديل الخيارات من خيبة الأمل.
تؤثر العواطف على أنواع مختلفة من القرارات. تملك العواطف تأثير قوي على السلوك الاقتصادي وصنع القرار. يمكن في بعض الحالات السلوكية أن يكون لبعض المشاعر المرتبطة ببعض التصرفات تأثير متزايد. درس الباحثون في إحدى التجارب ماهية العواطف التي تظهر تأثير على السلوك حيث يبيع الأفراد الأسهم الرابحة ويحتفظون بأسهم خاسرة. ووجدوا أن الفرح الذي يملأ الفائزين والندم الذي يشعر به الخاسرون هي عواطف ضرورية يمكن أن تتسبب في حدوث ذلك التأثير. فيما يتعلق بالمرضى الذين يتخذون قرارا طبيا تلعب العواطف والأهداف التحفيزية دورًا اضافيا أيضًا. اهتمت إحدى الدراسات في عناصر سلوكيات التعامل حيث يتعلق العنصران الأوليان بضرورة التحكم في العناصر المعرفية والعاطفية للتهديد الصحي، يرتبط العنصران الآخران بإدارة الجوانب المعرفية والعاطفية للقرار نفسه.
يمكن أن يسبب تلف الدماغ تغييرات في عمليات صنع القرار العادية. اللوزة هي منطقة في الدماغ تشارك في حدوث العاطفة. وقد وجدت الدراسات أن المرضى الذين يعانون من تلف اللوزة الثنائي (ضرر في نصفي منطقة اللوزة في المخ) يعانون من ضعف في صنع القرار. عندما يتم اتخاذ خيار مبدئي في صنع القرار يكون لنتيجة هذا الاختيار استجابة عاطفية يتم التحكم فيها بواسطة اللوزة.